# Palazzo della Canonica
Il palazzo della Canonica è un edificio storico che fa parte del complesso della piazza dei Cavalieri a Pisa.

## Storia e descrizione
Fu edificato dal 1566 dall'architetto Davide Fortini al posto di una serie di edifici medievali preesistenti, su progetto di Giorgio Vasari che disegnò tutto il nuovo riassetto della piazza.
Gli interventi proseguirono fino al Seicento, con alcuni ampliamenti decisi in seguito. La decorazione dell'edificio è piuttosto sobria e forma una quinta sul lato sud della piazza, accanto alla chiesa di Santo Stefano dei Cavalieri: il palazzo era infatti destinato ai cavalieri-sacerdoti dell'Ordine di Santo Stefano. Oggi si presenta con un intonaco rossiccio, sul quale spicca il portale a bugnato in pietra serena.